# Les Marchands de sable
Pour les articles homonymes, voir Marchand de sable.
Pour plus de détails, voir Fiche technique et Distribution.
Les Marchands de sable est un film français réalisé par Pierre Salvadori, sorti en 2000.

## Synopsis
L'histoire d'un microcosme parisien dans lequel se mêlent des jeunes voyous, revendeurs de drogue et petits dealers, chapeautés par un monsieur à première vue "respectable". Un matin, la sœur de l'un d'eux, Marie sort de prison pour une affaire de pistolet à grenaille, et rejoint son frère Antoine, dealer également, et duquel elle est très proche affectivement. Un soir, Antoine se trouve mêlé à un comptage de drogue, et décide contre toute attente de garder une somme d'argent qui revient à son fournisseur Xavier, il souhaite offrir une meilleure vie à sa sœur. Le fournisseur s'en aperçoit et le tue involontairement lors d'une course-poursuite. La sœur d'Antoine se met ainsi à la recherche de l'assassin de son frère, d'abord avec l'aide d'un patron de bar, Alain, égaré dans la vie, et amoureux d'elle, puis, sans le savoir, avec le tueur lui-même. 
Dans sa soif de vengeance, elle se laisse convaincre par Xavier, de la culpabilité d'un autre homme (Stéphane - Guillaume Depardieu) qui, contrairement aux apparences, était pourtant le meilleur ami d'Antoine. Elle tue celui-ci à cause d'une chainette qu'il porte autour du cou et qui appartenait à son frère, faisant croire à sa culpabilité. Le vrai tueur ressurgit alors et la tue à son tour afin de clore l'affaire. Alain, fou de rage et de jalousie, tue alors le vrai coupable, puis consent à se faire assister par l'oncle de sa victime qui n'est autre que celui qui tire les ficelles dans le quartier. Ce monsieur "respectable" entre alors financièrement dans le bar, et s'en sert pour blanchir l'argent provenant de ses trafics. 
À la fin, l'ex-patron de bar, Alain, dégouté par lui-même et par ce quartier pourrissant, s'immole par le feu dans son propre bar devenu depuis une brasserie. Il survit malgré tout, et décide d'avouer son meurtre à la police.

## Fiche technique
- Titre : Les Marchands de sable
- Réalisation : Pierre Salvadori
- Scénario : Pierre Salvadori et Nicolas Saada
- Production : Philippe Martin et Gilles Sandoz
- Musique : Camille Bazbaz
- Photographie : Gilles Henry
- Montage : Isabelle Devinck
- Pays d'origine : France
- Format : couleurs
- Genre : drame, thriller
- Durée : 102 minutes
- Date de sortie : 5 juillet 2000

## Distribution
- Mathieu Demy : Antoine
- Marina Golovine : Marie
- Serge Riaboukine : Alain
- Patrick Lizana : Xavier
- Guillaume Depardieu : Stéphane
- Michèle Moretti : Annick
- Robert Castel : Damien
- Julie Depardieu : Catherine
- Blandine Pélissier : Cliente du bar
- Camille Bazbaz : Chanteur
- Patrick Lambert : Le vigile du multicolore